# Rajongemeinde Kaunas

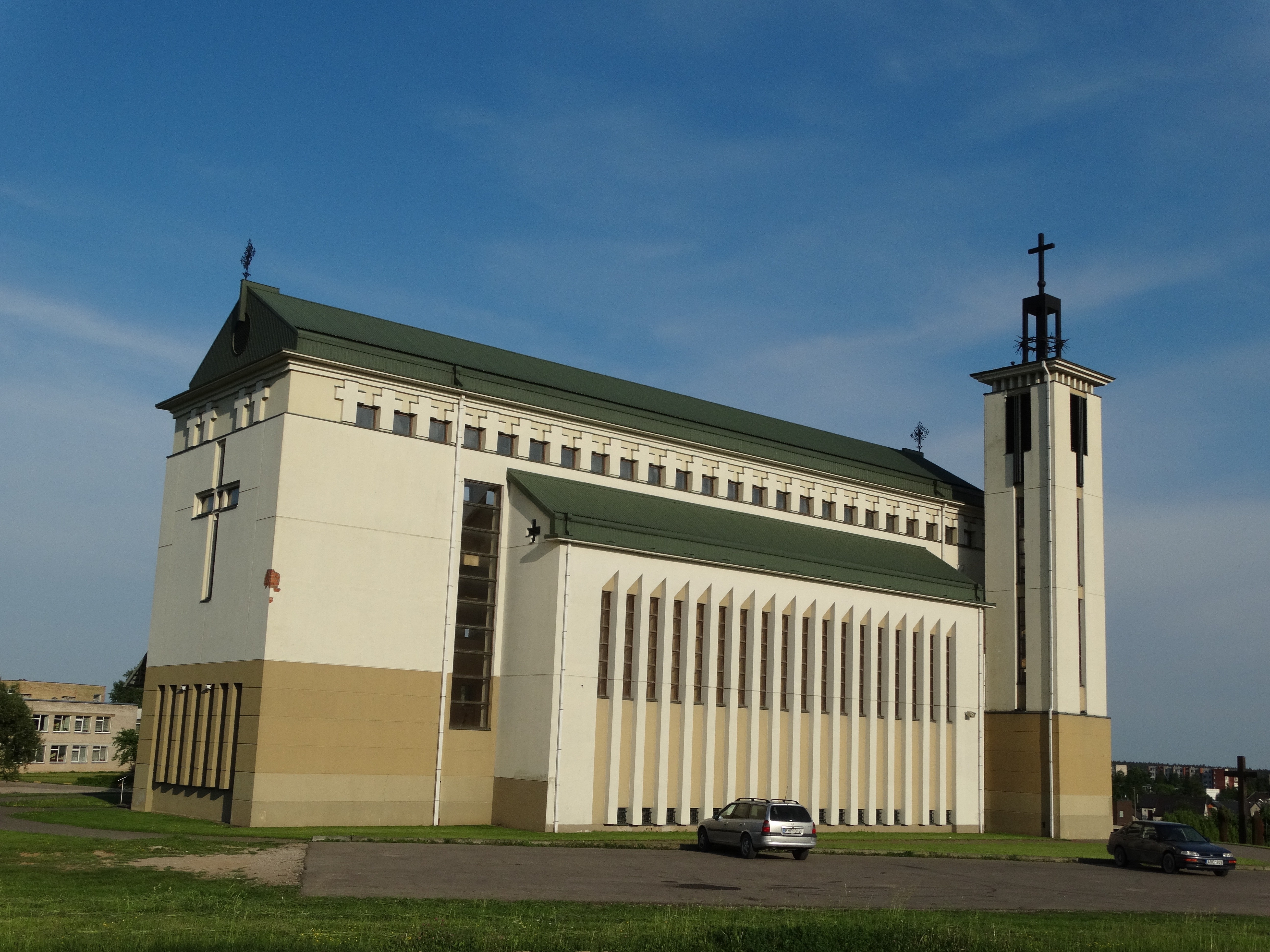
Katholische Kirche von Domeikava

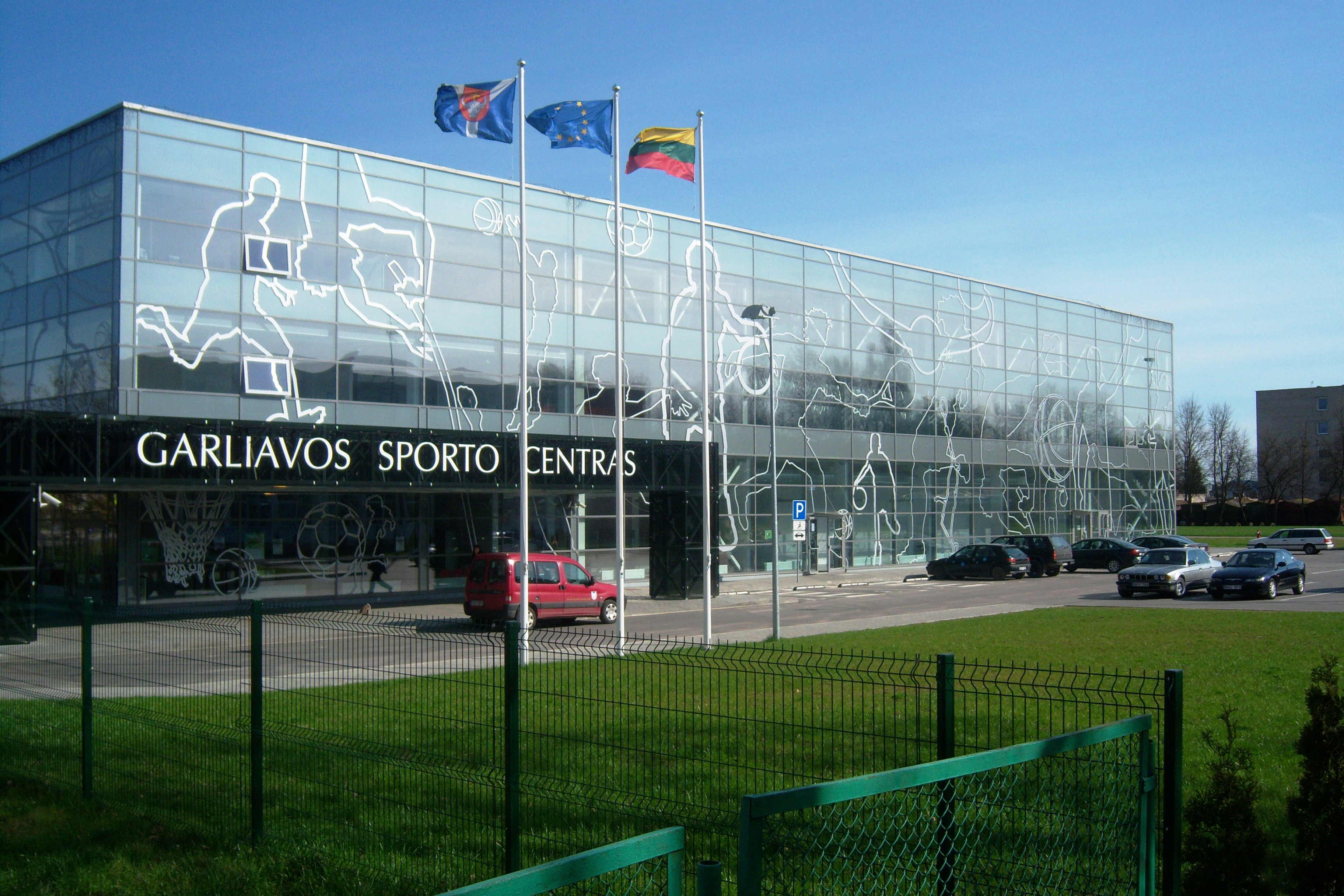
Sport- und Wellnesskomplex in Garliava

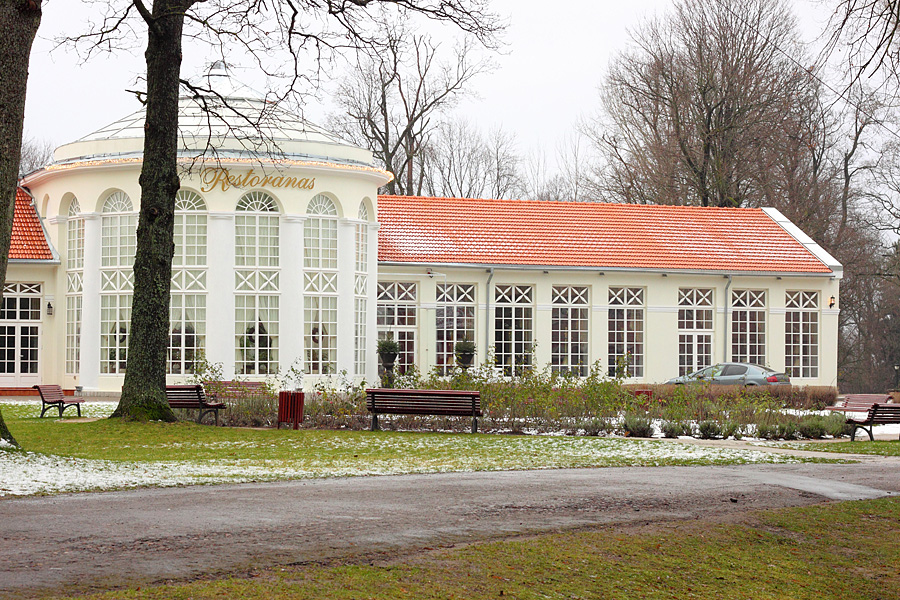
Orangerie im Gutshof Raudondvaris

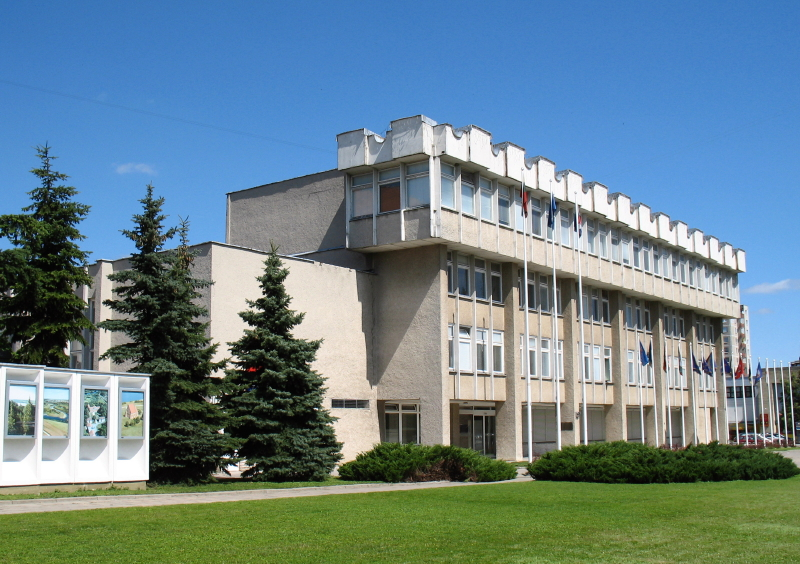
Sitz der Gemeindeverwaltung

Die Rajongemeinde Kaunas (litauisch Kauno rajono savivaldybė) in Litauen umschließt die Stadtgemeinde Kaunas und umfasst daher auch deren Speckgürtel. Sie hat eine Fläche von 1496 km² und 114.860 Einwohner (2024). Die größten Amtsbezirke sind Domeikava (11.743), Ringaudai (10.571), Garliava (10.443), Siedlungenamtsbezirk Garliava (9.902), Užliedžiai (9.805).

## Geschichte
Das Rajon Kaunas (Kauno rajonas) wurde am 1. Juli 1955 aus meisten Orten der Rajonen Vilijampolė und Panemunė gebildet. Seit Februar 1990 gibt es die Rajongemeinde Kaunas. 2021 gab es 102.271 angemeldete Einwohner.

## Ortschaften
Die Rajongemeinde Kaunas umfasst 3 Städte, 10 Städtchen und 370 Dörfer.

### Städte
- Ežerėlis – 2.051
- Garliava – 13.322
- Vilkija – 2.338

### Städtchen
- Akademija – 4.213
- Babtai – 2.455
- Čekiškė – 734
- Domeikava – 4.704
- Kačerginė – 738
- Karmėlava – 2.886
- Kulautuva – 1.271
- Lapės – 1038
- Vandžiogala – 946
- Zapyškis – 254

### Größte Dörfer
- Domeikava, 6.000 Einwohner[3]
- Raudondvaris, 4.300
- Ramučiai, 4.100
- Ringaudai, 3.900
- Giraitė, 3.800
- Užliedžiai, 3.400
- Neveronys, 3.083
- Šlienava, 1.796

## Amtsbezirke
Stadtämter:
- Akademija – 4213
- Ežerėlis – 2066
- Garliava – 13322
- Kačerginė – 738
- Kulautuva – 1271
- Vilkija – 2326

Landämter:

Amtsbezirke der Rajongemeinde Kaunas,
alle Namen im Genitiv, … seniūnija = „…s Amt“

- Alšėnai – 3108 (Sitz in Mastaičiai)
- Babtai – 4981
- Batniava – 1397 (Sitz in Bubiai)
- Čekiškė – 2158
- Domeikava – 5800
- Garliava Nachbarschaft – 4345 (apylinkių seniūnija)
- Karmėlava – 5102
- Lapės – 1748
- Linksmakalnis 817 (nur 1 Dorf)
- Neveronys – 3121
- Raudondvaris – 6794
- Ringaudai – 3218 (Sitz in Noreikiškės)
- Rokai – 1010
- Samylai – 4695
- Taurakiemis – 1816 (Sitz in Piliuona)
- Užliedžiai – 1461 (Sitz in Giraitė)
- Vandžiogala – 1995
- Vilkija Nachbarschaft – 2719 (apylinkių seniūnija)
- Zapyškis – 2423 (Sitz in Kluoniškiai)

## Bürgermeister
- 1995–1997: Valerijonas Senvaitis
- 1997–2000: Donatas Jankauskas
- 2000, 2003: Petras Mikelionis
- 2004–2007: Leonardas Gineika
- Seit 2007: Valerijus Makūnas, LSDP

## Vizebürgermeister
- seit 2023: Antanas Nesteckis, Paulius Visockas und Raminta Popovienė